# ژان بلان
ژان بلان (انگلیسی: Jean Blanc; ۳ دسامبر ۱۹۱۸ – ۱۵ نوامبر ۱۹۹۹) دوچرخه‌سوار اهل فرانسه بود.